# Bunaeini
Los buneínos (Bunaeini) son una tribu de lepidópteros ditrisios de la familia Saturniidae. Son mariposas de tamaño grande y tienen una envergadura de alas que varía de los 7,5 cm hasta los 15 cm.

## Géneros
- Athletes
- Aurivillius
- Bunaea
- Bunaeopsis
- Cinabra
- Cirina
- Eochroa
- Gonimbrasia
- Gynanisa
- Heniocha
- Imbrasia
- Leucopteryx
- Lobobunaea
- Melanocera
- Nudaurelia
- Pseudobunaea
- Rohaniella
- Ubaena[1]